# Apothéose de Saint-Louis
Ne doit pas être confondu avec Apothéose de Saint-Louis (Charles de La Fosse).
L'Apothéose de Saint-Louis est une statue en bronze du roi de France Louis IX, à l'origine du nom de la ville de Saint-Louis dans le Missouri, située devant le musée d'art de Saint-Louis à Forest Park. Elle est l'œuvre du sculpteur américain Charles Henry Niehaus.
Avant l'achèvement de la Gateway Arch, la statue était le principal symbole de la ville de Saint-Louis.
En 2020, dans la foulée des manifestations consécutive à la mort de George Floyd, la présence de la statue est remise en question par des activistes, qui reprochent à Saint-Louis sa participation aux croisades et les lois antisémites qu'il aurait promulgué,. Des échanges tendus ont alors lieu avec des contre-manifestants catholiques,, jusqu'au point de tourner à l'affrontement physique.

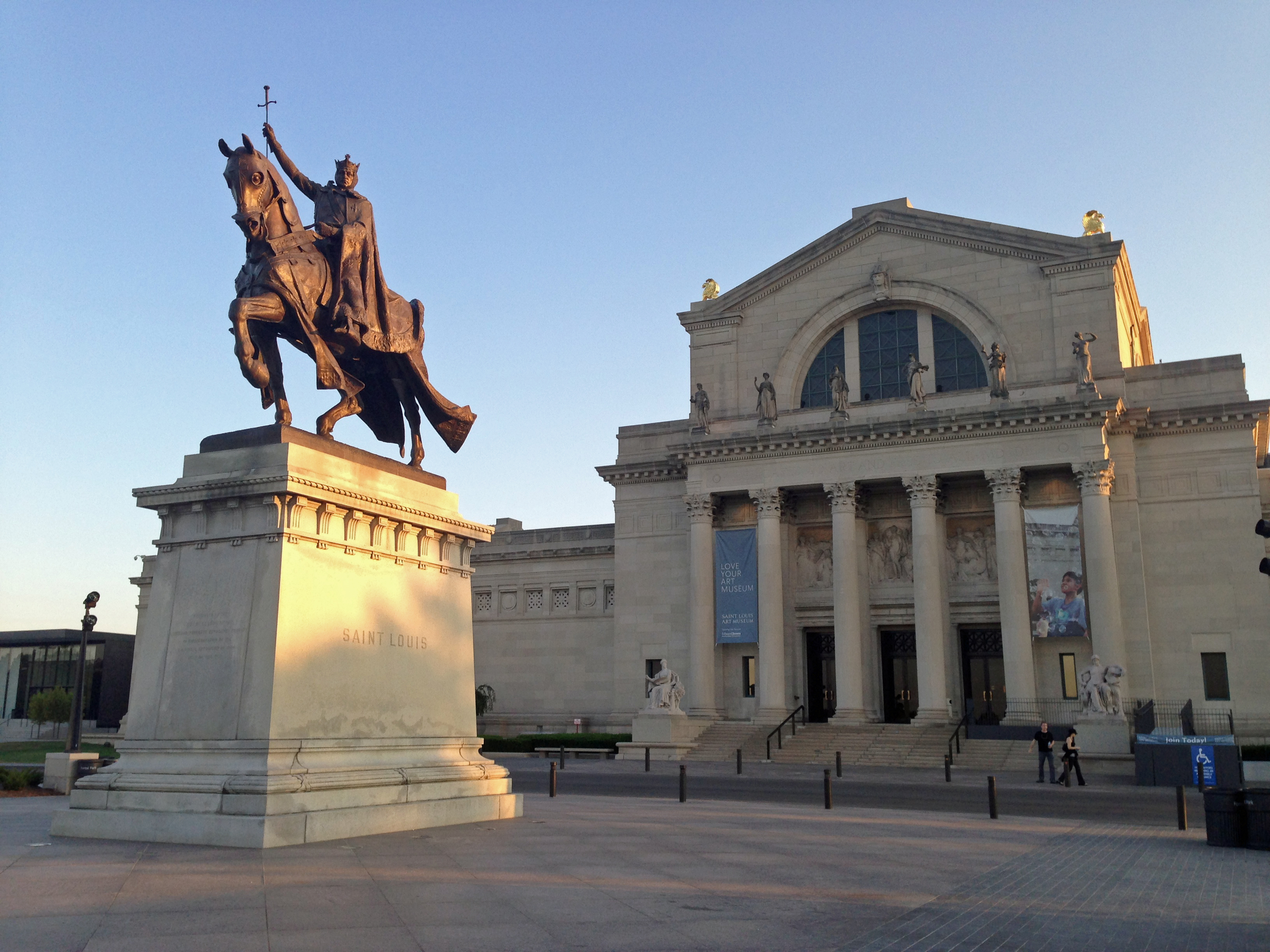
L'Apothéose de Saint-Louis devant le musée d'art de Saint-Louis.